# Високошколске библиотеке (часопис)
Високошколске библиотеке су стручни часопис који излази од 2004. године и бави се библиотекарством.

## О часопису
Високошколске библиотеке су часопис Заједнице библиотека универзитета у Србији. Покренут је са идејом да редовно извештава о активностима Заједнице и објављује стручне прилоге из области библиотекарства.

### Историјат
Часопис је покренут 2004. године на препоруку Секције за библиотечка удружења Међународне федерације библиотечких удружења и установа (ИФЛА).

### Периодичност излажења
На почетку часопис излази у папирној и електронској форми. Предвиђено је да периодичност излажења буде месечна, али у пракси то никада није заживело. У зависности од броја послатих прилога зависи и периодичност часописа. Од броја 5 у 2006. години часопис излази само у електронској форми. Часопис је доступан на страници Заједнице библиотека универзитета у Србији и на страници Универзитетске библиотеке Светозар Марковић.
- 2004. – бројеви 1-8
- 2005. – бојеви 1-7
- 2006. – бројеви 1-6
- 2007. – бројеви 1-5
- 2008. – бројеви 1-5
- 2009. – бројеви 1-6
- 2010. – бројеви 1-4
- 2011. – бројеви 1-3
- 2012. – бројеви 1-3
- 2013. – бројеви 1-2
- 2014. – бројеви 1-3
- 2015. – бројеви 1-2
- 2016. – бројевви 1-3
- 2017. – бројеви 1

## Уредници
Главни и одговорни уредник како штампаног, тако и електронског издања је мр Вера Петровић.

## Теме
Часопис Високошколске библиотеке обухвата теме везане за библиотекарство као науку.

## Електронски облик часописа
Од броја 5 у 2006. години часопис излази само у електронском облику (ISSN: 2217-6349).